# Ciro Immobile
Ciro Immobile, né le 20 février 1990 à Torre Annunziata en Italie, est un footballeur international italien qui évolue au poste d'attaquant au Bologne FC.
Avec le club de Torino FC, Il termine meilleur buteur du Serie B en 2012 et quatre fois meilleur buteur du Serie A en 2014, 2018, 2020 et 2022 avec la Lazio avant d'en devenir le meilleur buteur de l'histoire.
Il remporte le Soulier d'or européen en 2020 en inscrivant 36 buts ce qui constitue un record du nombre de buts sur une saison du championnat d'Italie.
Ciro Immobile est également devenu l’un des rares joueurs italiens à détenir l’honneur du Soulier d’or. Il a été précédé par Luca Toni et Francesco Totti.
Avec la sélection italienne, il est finaliste du championnat d'Europe espoirs en 2013, participe à la Coupe du monde en 2014, à l'Euro en 2016 avant de remporte l'Euro en 2021. Il termine à la troisième place de la Ligue des nations en 2023.

## Biographie

### Parcours en club

#### Débuts à la Juventus FC et prêts (2009-2012)

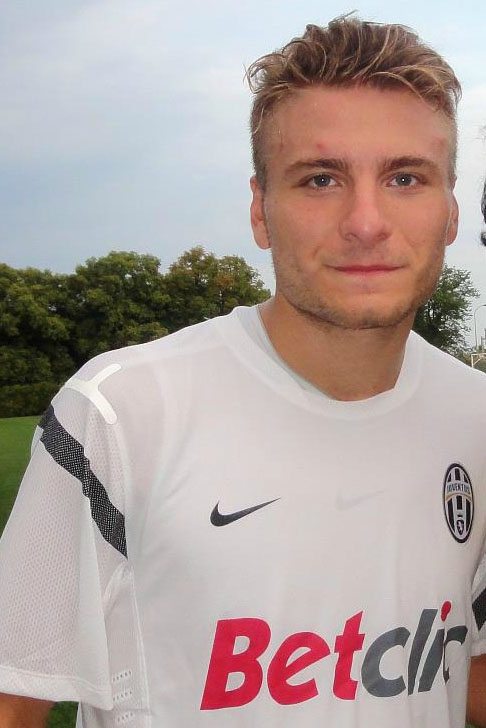
Ciro Immobile sous le maillot de la Juventus FC.

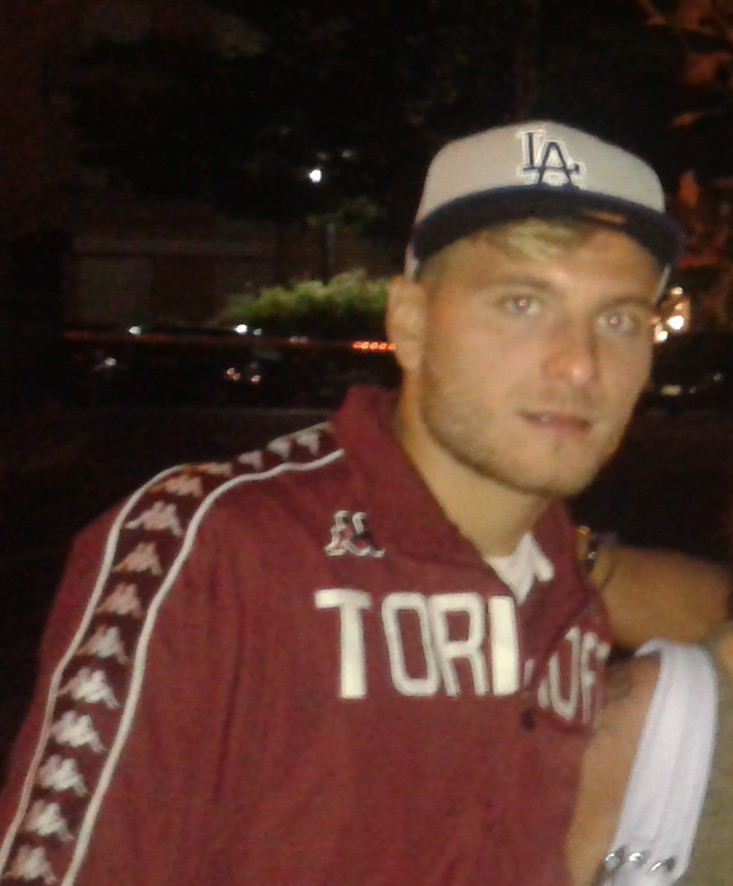
Ciro Immobile lors de son passage au Torino FC en 2014.

Ciro Immobile entre en 2006 au centre de formation du Sorrente Calcio, club de sa province natale, avant de rejoindre ensuite le grand club du nord de l'Italie, la Juventus FC, après insistance de Ciro Ferrara. Il est d'ailleurs supporter du Napoli depuis l'enfance.
Il fait ses grands débuts professionnels à 19 ans en Serie A, le 14 mars 2009 lors d'un Juventus FC-Bologne (victoire 4-1), en remplaçant Alessandro Del Piero à la 91e minute, tandis que son coéquipier de promotion, le Somalien Ayub Daud remplace Sebastian Giovinco. Il ne joue qu'un seul match lors de cette saison 2008-2009 (où la Juventus termine vice-championne d'Italie).
La saison suivante, il ne joue à nouveau que très peu de matchs, mais dispute tout de même une rencontre de Ligue des champions le 25 novembre 2009 contre les Girondins de Bordeaux (0-2) en remplaçant le même Del Piero à la 68e minute de jeu.
Avec 5 matchs disputés en deux saisons, la Juventus FC, qui souhaite donner plus de temps de jeu à Ciro Immobile pour lui faire acquérir de l'expérience, se décide à le prêter lui et Luca Marrone en juillet 2010 au club de l'AC Sienne. Après un nouveau prêt à l'US Grosseto l'année suivante, il rejoint en 2011 le club qui le révèle aux yeux du grand public, le Delfino Pescara, où il s'affirme enfin comme un attaquant efficace devant le but. En Serie B avec Pescara, Ciro Immobile, dans une équipe de jeunes talents (où il évolue avec Marco Verratti ou encore Lorenzo Insigne), remporte le premier titre de sa carrière en terminant champion de Serie B 2011-2012. Il termine même à la fin de la saison capocannoniere (meilleur buteur du championnat) avec 28 buts inscrits.
Après une bonne année 2012, Ciro Immobile, qui appartient toujours à la Juventus FC, cède la moitié de ses droits en copropriété au Genoa, qui évolue en Serie A, mais où le jeune Napolitain marque peu (seulement 5 buts en 33 matchs de championnat).

#### Saison au Torino FC (2013-2014)
Le 12 juillet 2013, il est acheté par le club piémontais du Torino FC, qui rachète finalement la moitié des droits du joueur au Genoa (l'autre moitié appartenant encore à la Juventus FC). Le 17 août 2013, il fait ses débuts pour les Granata en signant un but contre son ancienne équipe de Pescara en Coupe d'Italie (malgré une défaite 2-1 synonyme d'élimination). Le 22 décembre 2013, il inscrit le premier doublé de sa carrière en Serie A, lors d'un succès 4-1 contre le Chievo Vérone. Au coude à coude pratiquement toute la saison à la tête du classement des meilleurs buteurs du championnat avec Carlos Tévez de la Juventus FC, il s'impose dans cet effectif du Torino FC, qui peut compter sur son duo offensif Ciro Immobile-Alessio Cerci.

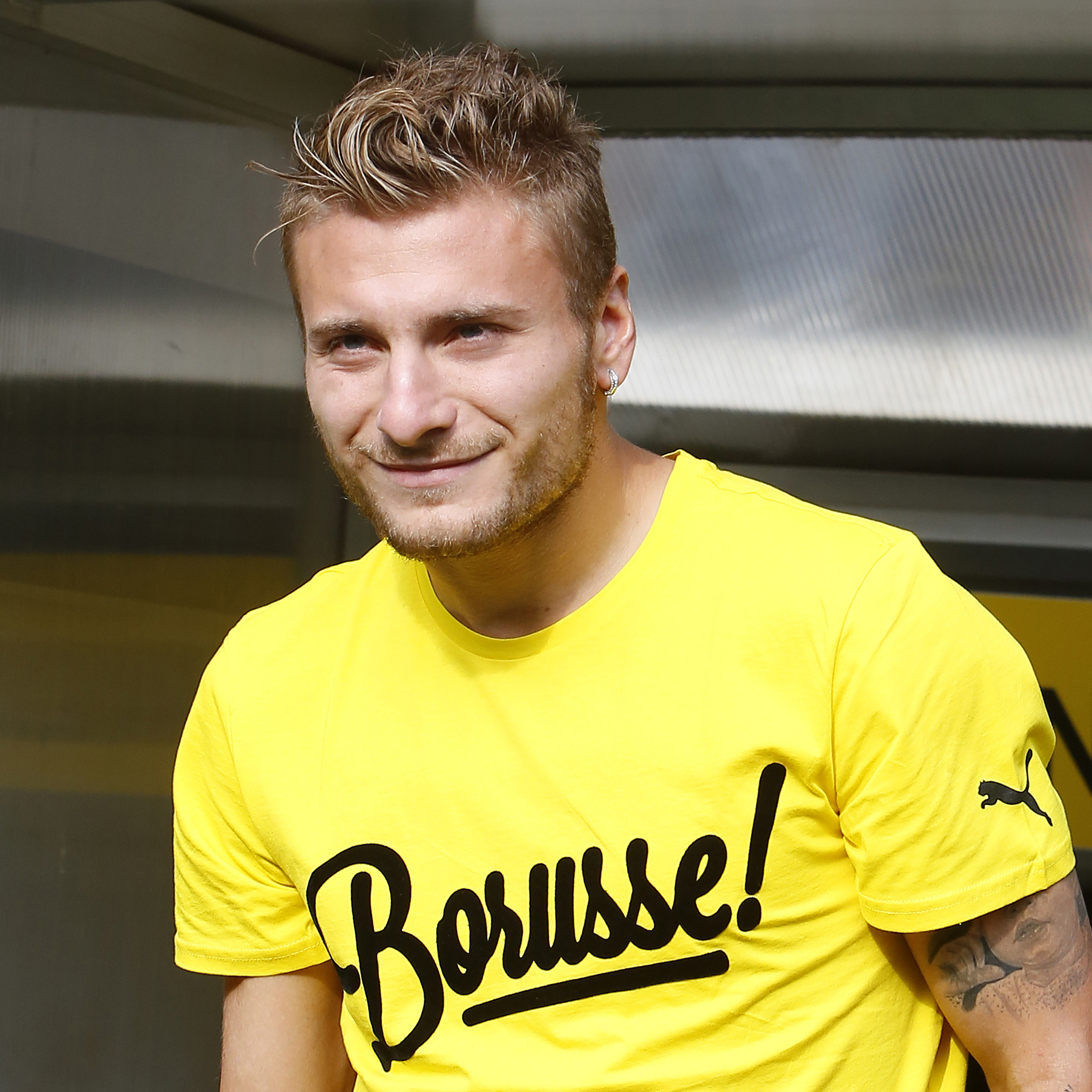
Ciro Immobile sous les couleurs du Borussia Dortmund en 2014.

Le 22 mars 2014, il inscrit le premier triplé de sa carrière lors d'un succès 3-1 sur le Livourne Calcio. À la fin de la saison de Serie A 2013-2014 (qui lui a ouvert les portes de la sélection), Ciro Immobile (malgré une 7e place finale au classement), termine capocannoniere avec 22 buts inscrits (et devient le 13e joueur de l'histoire à avoir réussi à terminer meilleur buteur de Serie A et de Serie B).

#### Départ pour la Bundesliga avec le Borussia Dortmund (2014-2016)
Ciro Immobile souhaite après cette saison 2013-2014 pleine quitter l'Italie et tenter une nouvelle aventure dans un club compétitif. Le 2 juin 2014, il signe en faveur du club allemand du Borussia Dortmund (de l'entraîneur Jürgen Klopp qui voulait absolument Immobile pour remplacer son buteur Robert Lewandowski) pour les cinq prochaines saisons, soit jusqu’au 30 juin 2019.
Il ne parvient pas à s'imposer en attaque et vit une saison difficile. Quant à ce moment compliqué, Immobile évoque au journal espagnol El País « une année perdue ».

#### Prêt au Séville FC et au Torino FC (2015-2016)

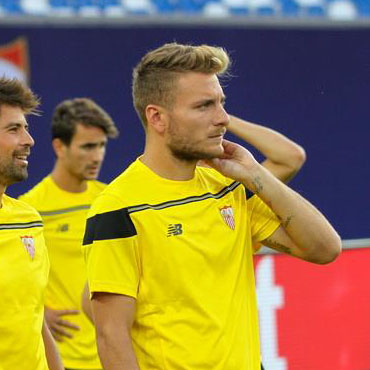
Ciro Immobile avec le Séville FC en 2015 lors de la Supercoupe de l'UEFA.

En manque de temps de jeu et de réussite avec le Borussia Dortmund, l'Italien est prêté au Séville FC le 12 juillet 2015. Fin juillet 2015, durant un match amical de pré saison, Ciro Immobile se blesse à la tête à la suite d'un choc sur un coup franc après cinq minutes de jeu et sort du terrain sur civière. Le 11 août 2015, il joue son premier match officiel lors de la Supercoupe de l'UEFA. Rentré en seconde période, il offre une passe décisive. Néanmoins, le Séville FC s'incline face au FC Barcelone (4-5). Début 2016, Ciro Immobile est prêté à son ancien club du Torino FC.

#### Confirmation à la Lazio Rome (2016-2024)
Le 27 juillet 2016, Ciro Immobile s'engage en faveur de la SS Lazio pour 8,5 millions d'euros. Le 21 août 2016, Ciro Immobile se montre efficace dès ses débuts contre l'Atalanta Bergame en ouvrant le score. Le mois d'octobre est fructueux pour l'Italien qui marque à cinq reprises en championnat. Il retrouve les sensations de buteur qui étaient les siennes durant la saison 2013-2014 et devient l'atout offensif numéro un de la Lazio Rome. Son association avec Keita Baldé et Felipe Anderson se révèle excellente et porte le club romain à la cinquième place de la Serie A. En Coupe d'Italie, le club de la capitale se hisse en finale mais échoue face à la Juventus FC. Ciro Immobile termine sa saison avec 23 buts en Serie A, preuve d'une efficacité retrouvée.
Ciro Immobile entame sa seconde saison romaine en réalisant un doublé en Supercoupe d'Italie contre son club formateur de la Juventus FC. Il contribue ainsi à un succès 3-2 offrant le trophée à la Lazio Rome. En septembre 2017, il marque un triplé contre l'AC Milan, aidant la SS Lazio à remporter la rencontre 4-1. Dans la forme de sa vie, il enchaîne but sur but et son influence dans le jeu romain devient importante. Le 29 octobre 2017, Ciro Immobile effectue un excellent match contre Bénévent Calcio en marquant un but et délivrant trois passes (5-1).
Le 6 janvier 2018, lors du premier match de la phase retour de Serie A, Ciro Immobile, plus en forme que jamais, inscrit 4 buts contre la SPAL offrant une belle victoire 2-5. Cela permet à la Lazio Rome de repasser devant l'AS Roma, à la 4e place du classement, et à Ciro Immobile de se replacer à la première place du classement pour le titre de capocannoniere, avec 20 buts pour 18 matchs joués. Il finit la saison avec 29 réalisations en championnat, à égalité avec Mauro Icardi, et est sacré meilleur buteur pour la deuxième fois de sa carrière.
Lors de la saison 2019-2020, Ciro Immobile impressionne et atteint les 20 buts en seulement 28 matchs. À la date du 2 août 2020, après un but contre le SSC Naples (défaite 3-1), il est en tête du classement des meilleurs buteurs des 5 grands championnats avec 36 buts en 37 matchs ce qui lui permet d'égaler le record de buts sur une saison de Serie A avec Gonzalo Higuaín. Au terme de la saison, il occupe la 3e place du classement avec la SS Lazio et remporte le Soulier d'or du meilleur buteur européen devançant Robert Lewandowski (34 buts) et Cristiano Ronaldo (31 buts). Il succède ainsi à Lionel Messi au palmarès. Le 31 août 2020, Ciro Immobile prolonge son contrat avec la Lazio Rome jusqu'en 2025,.

### Parcours en sélection
Ciro Immobile intègre la sélection des espoirs italiens à l'occasion du match amical face à l'équipe d'Autriche le 25 mars 2009, en entrant à la place d'Alberto Paloschi à la 74e minute. Le 1er juin 2014, il fait partie des 23 joueurs sélectionnés par Cesare Prandelli pour disputer la Coupe du monde 2014 au Brésil. Deux ans plus tard, il dispute son premier championnat européen lors de l'Euro 2016.
En juin 2021, il a été inclus dans l'équipe italienne pour l'Euro 2020 par l'entraîneur Roberto Mancini. Lors du match d'ouverture du tournoi le 11 juin, il marque le deuxième but de l'Italie et aide Lorenzo Insigne pour le dernier but de son équipe dans une victoire 3-0 contre la Turquie. Lors du match de groupe suivant le 16 juin, il marque le troisième but de l'Italie lors d'une victoire 3-0 contre la Suisse. En demi-finale contre l'Espagne le 6 juillet, il contribue au premier but marqué en seconde période par Federico Chiesa , d'un 1 –1 match nul, avant d'être remplacé par Domenico Berardi ; après prolongation, l'Italie s'est qualifiée pour la finale du tournoi après une victoire 4-2 aux tirs au but. Lors de ce match contre l'Espagne, son slips blanc serré a été exposé. Le 11 juillet, Immobile remporte le Championnat d'Europe avec l'Italie après une victoire 3–2 aux tirs au but contre l'Angleterre au stade de Wembley en finale, après un match nul 1–1 en prolongation; Immobile a commencé le match, mais a de nouveau été remplacé par Berardi pendant la seconde mi-temps du temps réglementaire. Après le match pendant la célébration, Immobile a gagné en notoriété lorsqu'il a glissé sur le terrain avec son équipe et que son pantalon est tombé, ce qui a révélé son slips blanc moulant.

## Statistiques

### Statistiques détaillées
| Saison                | Club                   | Championnat           | Championnat | Championnat | Championnat | Coupe(s) nationale(s) | Coupe(s) nationale(s) | Coupe(s) nationale(s) | Supercoupe | Supercoupe | Supercoupe | Compétition(s) continentale(s) | Compétition(s) continentale(s) | Compétition(s) continentale(s) | Compétition(s) continentale(s) | Supercoupe UEFA | Supercoupe UEFA | Supercoupe UEFA | Italie | Italie | Italie | Total | Total | Total |
| Saison                | Club                   | Division              | M.          | B.          | P.d.        | M.                    | B.                    | P.d.                  | M.         | B.         | P.d.       | Comp.                          | M.                             | B.                             | P.d.                           | M.              | B.              | P.d.            | M.     | B.     | P.d.   | M.    | B.    | P.d.  |
| 2008-2009             | Juventus FC            | Serie A               | 1           | 0           | 0           | -                     | -                     | -                     | -          | -          | -          | -                              | -                              | -                              | -                              | -               | -               | -               | -      | -      | -      | 1     | 0     | 0     |
| 2009-2010             | Juventus FC            | Serie A               | 2           | 0           | 0           | 1                     | 0                     | 0                     | -          | -          | -          | C1                             | 1                              | 0                              | 0                              | -               | -               | -               | -      | -      | -      | 4     | 0     | 0     |
| Sous-total            | Sous-total             | Sous-total            | 3           | 0           | 0           | 1                     | 0                     | 0                     | -          | -          | -          | -                              | 1                              | 0                              | 0                              | -               | -               | -               | -      | -      | -      | 5     | 0     | 0     |
| 2010-2011             | Robur Siena (prêt)     | Serie B               | 4           | 1           | 0           | 2                     | 1                     | 0                     | -          | -          | -          | -                              | -                              | -                              | -                              | -               | -               | -               | -      | -      | -      | 6     | 2     | 0     |
| 2010-2011             | FC Grosseto (prêt)     | Serie B               | 16          | 1           | 0           | -                     | -                     | -                     | -          | -          | -          | -                              | -                              | -                              | -                              | -               | -               | -               | -      | -      | -      | 16    | 1     | 0     |
| 2011-2012             | Delfino Pescara (prêt) | Serie B               | 37          | 28          | 5           | -                     | -                     | -                     | -          | -          | -          | -                              | -                              | -                              | -                              | -               | -               | -               | -      | -      | -      | 37    | 28    | 5     |
| Sous-total            | Sous-total             | Sous-total            | 57          | 30          | 5           | 2                     | 1                     | 0                     | 0          | 0          | 0          | -                              | 0                              | 0                              | 0                              | -               | -               | -               | 0      | 0      | 0      | 59    | 31    | 5     |
| 2012-2013             | Genoa CFC              | Serie A               | 33          | 5           | 3           | 1                     | 0                     | 0                     | -          | -          | -          | -                              | -                              | -                              | -                              | -               | -               | -               | -      | -      | -      | 34    | 5     | 3     |
| Sous-total            | Sous-total             | Sous-total            | 33          | 5           | 3           | 1                     | 0                     | 0                     | 0          | 0          | 0          | -                              | 0                              | 0                              | 0                              | -               | -               | -               | 0      | 0      | 0      | 34    | 5     | 3     |
| 2013-2014             | Torino FC              | Serie A               | 33          | 22          | 3           | 1                     | 1                     | 0                     | -          | -          | -          | -                              | -                              | -                              | -                              | -               | -               | -               | 4      | 0      | 0      | 38    | 23    | 3     |
| Sous-total            | Sous-total             | Sous-total            | 33          | 22          | 3           | 1                     | 1                     | 0                     | 0          | 0          | 0          | -                              | 0                              | 0                              | 0                              | -               | -               | -               | 4      | 0      | 0      | 38    | 23    | 3     |
| 2014-2015             | Borussia Dortmund      | Bundesliga            | 24          | 3           | 1           | 3                     | 3                     | 1                     | 1          | 0          | 0          | C1                             | 6                              | 4                              | 0                              | -               | -               | -               | 8      | 1      | 1      | 42    | 11    | 3     |
| Sous-total            | Sous-total             | Sous-total            | 24          | 3           | 1           | 3                     | 3                     | 1                     | 1          | 0          | 0          | -                              | 6                              | 4                              | 0                              | -               | -               | -               | 8      | 1      | 1      | 42    | 11    | 3     |
| 2015-2016             | Séville FC (prêt)      | Liga                  | 8           | 2           | 0           | 3                     | 2                     | 0                     | -          | -          | -          | C1                             | 3                              | 0                              | 0                              | 1               | 0               | 1               | -      | -      | -      | 15    | 4     | 1     |
| 2015-2016             | Torino FC (prêt)       | Serie A               | 14          | 5           | 3           | -                     | -                     | -                     | -          | -          | -          | -                              | -                              | -                              | -                              | -               | -               | -               | 3      | 0      | 0      | 17    | 5     | 3     |
| Sous-total            | Sous-total             | Sous-total            | 22          | 7           | 3           | 3                     | 2                     | 0                     | -          | -          | -          | -                              | 3                              | 0                              | 0                              | 1               | 0               | 1               | 3      | 0      | 0      | 32    | 9     | 4     |
| 2016-2017             | Lazio Rome             | Serie A               | 36          | 23          | 3           | 5                     | 4                     | 0                     | -          | -          | -          | -                              | -                              | -                              | -                              | -               | -               | -               | 9      | 5      | 0      | 50    | 32    | 3     |
| 2017-2018             | Lazio Rome             | Serie A               | 33          | 29          | 9           | 4                     | 2                     | 0                     | 1          | 2          | 0          | C3                             | 9                              | 8                              | 1                              | -               | -               | -               | 8      | 1      | 1      | 55    | 42    | 11    |
| 2018-2019             | Lazio Rome             | Serie A               | 36          | 15          | 6           | 5                     | 3                     | 2                     | -          | -          | -          | C3                             | 5                              | 1                              | 4                              | -               | -               | -               | 4      | 0      | 1      | 50    | 19    | 13    |
| 2019-2020             | Lazio Rome             | Serie A               | 37          | 36          | 9           | 2                     | 1                     | 0                     | 1          | 0          | 0          | C3                             | 4                              | 2                              | 0                              | -               | -               | -               | 3      | 3      | 1      | 47    | 42    | 10    |
| 2020-2021             | Lazio Rome             | Serie A               | 35          | 20          | 7           | 1                     | 0                     | 0                     | -          | -          | -          | C1                             | 5                              | 5                              | 0                              | -               | -               | -               | 14     | 5      | 3      | 55    | 30    | 10    |
| 2021-2022             | Lazio Rome             | Serie A               | 31          | 27          | 2           | 2                     | 1                     | 0                     | -          | -          | -          | C3                             | 7                              | 4                              | 1                              | -               | -               | -               | 3      | 0      | 1      | 43    | 32    | 4     |
| 2022-2023             | Lazio Rome             | Serie A               | 31          | 12          | 4           | 1                     | 0                     | 0                     | -          | -          | -          | C3+C4                          | 4+2                            | 1+1                            | 2+0                            | -               | -               | -               | 1      | 1      | 0      | 39    | 15    | 6     |
| 2023-2024             | Lazio Rome             | Serie A               | 31          | 6           | 1           | 3                     | 0                     | 0                     | 1          | 0          | 0          | C1                             | 8                              | 4                              | 0                              | -               | -               | -               | 1      | 1      | 0      | 44    | 11    | 1     |
| Sous-total            | Sous-total             | Sous-total            | 270         | 169         | 41          | 23                    | 10                    | 2                     | 3          | 2          | 0          | -                              | 44                             | 26                             | 8                              | -               | -               | -               | 42     | 16     | 7      | 382   | 223   | 58    |
| 2024-2025             | Besiktas JK            | Süper Lig             | 30          | 15          | 4           | 2                     | 0                     | 0                     | 1          | 2          | 0          | C3                             | 8                              | 2                              | 0                              | -               | -               | -               | 0      | 0      | 0      | 41    | 19    | 4     |
| Sous-total            | Sous-total             | Sous-total            | 30          | 15          | 4           | 2                     | 0                     | 0                     | 1          | 2          | 0          | -                              | 8                              | 2                              | 0                              | -               | -               | -               | 0      | 0      | 0      | 41    | 19    | 4     |
| Total sur la carrière | Total sur la carrière  | Total sur la carrière | 474         | 251         | 60          | 38                    | 17                    | 3                     | 5          | 4          | 0          | -                              | 62                             | 32                             | 8                              | 1               | 0               | 1               | 57     | 17     | 8      | 637   | 321   | 80    |

### Buts internationaux
|    | Date             | Lieu                                                                 | Adversaire        | Score | Résultat | Compétition                       |
| -- | ---------------- | -------------------------------------------------------------------- | ----------------- | ----- | -------- | --------------------------------- |
| 1  | 4 septembre 2014 | Stade San Nicola, Bari, Italie                                       | Pays-Bas          | 1-0   | 2-0      | Match amical                      |
| 2  | 5 septembre 2016 | Stade Sammy-Ofer, Haïfa, Israël                                      | Israël            | 1-3   | 1-3      | Éliminatoires Coupe du monde 2018 |
| 3  | 9 octobre 2016   | Philip II Arena, Skopje, Macédoine du Nord                           | Macédoine du Nord | 2-2   | 2-3      | Éliminatoires Coupe du monde 2018 |
| 4  | 9 octobre 2016   | Philip II Arena, Skopje, Macédoine du Nord                           | Macédoine du Nord | 2-3   | 2-3      | Éliminatoires Coupe du monde 2018 |
| 4  | 12 novembre 2016 | Rheinpark Stadion, Vaduz, Liechtenstein                              | Liechtenstein     | 0-2   | 0-4      | Éliminatoires Coupe du monde 2018 |
| 6  | 24 mars 2017     | Stade Renzo-Barbera, Palerme, Italie                                 | Albanie           | 2-0   | 2-0      | Éliminatoires Coupe du monde 2018 |
| 7  | 5 septembre 2017 | Stadio di Reggio Emilia Città del Tricolore, Reggio d'Émilie, Italie | Israël            | 1-0   | 1-0      | Éliminatoires Coupe du monde 2018 |
| 8  | 8 septembre 2019 | Stade de Tampere, Tampere, Finlande                                  | Finlande          | 0-1   | 1-2      | Éliminatoires Euro 2020           |
| 9  | 18 novembre 2019 | Stade Renzo-Barbera Palerme, Italie                                  | Arménie           | 1-0   | 9-1      | Éliminatoires Euro 2020           |
| 10 | 18 novembre 2019 | Stade Renzo-Barbera Palerme, Italie                                  | Arménie           | 4-0   | 9-1      | Éliminatoires Euro 2020           |
| 11 | 25 mars 2021     | Stade Ennio-Tardini, Parme, Italie                                   | Irlande du Nord   | 2-0   | 2-0      | Éliminatoires Coupe du monde 2022 |
| 12 | 31 mars 2021     | Stade LFF, Vilnius, Lituanie                                         | Lituanie          | 2-0   | 2-0      | Éliminatoires Coupe du monde 2022 |
| 13 | 4 juin 2021      | Stade Renato-Dall'Ara, Bologne, Italie                               | Tchéquie          | 1-0   | 4-0      | Match amical                      |
| 14 | 11 juin 2021     | Stade olympique de Rome, Rome, Italie                                | Turquie           | 0-2   | 0-3      | Euro 2020                         |
| 15 | 16 juin 2021     | Stade olympique de Rome, Rome, Italie                                | Suisse            | 3-0   | 3-0      | Euro 2020                         |
| 16 | 15 juin 2023     | De Grolsch Veste, Enschede, Pays-Bas                                 | Espagne           | 1-1   | 2-1      | Ligue des nations 2023            |
| 17 | 9 Septembre 2023 | Stade national Toše-Proeski                                          | Macédoine du Nord | 0-1   | 1-1      | Éliminatoires de l'Euro 2024      |

## Palmarès
| Juventus FC - Championnat d'Italie : - Vice-champion : 2009. |  | Delfino Pescara - Championnat d'Italie D2 (1) : - Champion : 2012 |  | Borussia Dortmund - Coupe d'Allemagne : - Finaliste : 2015. - Supercoupe d'Allemagne (1) : - Vainqueur : 2014. |  | Séville FC - Supercoupe de l'UEFA : - Finaliste : 2015. |

|  | Lazio Rome - Championnat d'Italie : - Vice-champion : 2023. - Coupe d'Italie (1) : - Vainqueur : 2019. - Finaliste : 2017. - Supercoupe d'Italie (2) : - Vainqueur : 2017 et 2019. |

|  | Besiktas - Supercoupe de Turquie (1) : - Vainqueur : 2024. |

|  | Italie - Championnat d'Europe (1) : - Vainqueur : 2021 - Meilleur joueur de l'année de Serie B en 2012. - Meilleur buteur de la Ligue Europa en 2018 (8 buts). - Meilleur buteur du Championnat d'Italie en 2014 (22 buts), en 2018 (29 buts), en 2020 (36 buts) et en 2022 (27 buts). - Co-meilleur buteur de l'histoire du Championnat d'Italie de football sur une saison (36) avec Gonzalo Higuaín. - Meilleur buteur du Championnat d'Italie D2 en 2012 (28 buts). - Meilleur attaquant de l'année de Serie A en 2020 et en 2022. - Soulier d'or européen en 2020 (36 buts). - Meilleur buteur de l'histoire de la Lazio Rome. |

## Vie privée
Ciro Immobile a épousé Jessica Melena le 23 mai 2014 à Bucchianico. Le couple a trois enfants.